# Eglfing
Eglfing é um município da Alemanha, situado no distrito de Weilheim-Schongau, no estado da Baviera. Tem 16,16 km² de área, e sua população em 2019 foi estimada em 1.085 habitantes.